# Марко Гробар и Теофил Плачљиви
Преподобни Марко Гробар и Теофил Плачљиви су били кијево-печерски монаси.
Српска православна црква слави их 29. децембра по црквеном, а 11. јануара по грегоријанском календару.